# Cumbres del Río Verde
Cumbres del Río Verde är en ort i Mexiko.   Den ligger i kommunen Guachochi och delstaten Chihuahua, i den nordvästra delen av landet, 1 200 km nordväst om huvudstaden Mexico City. Cumbres del Río Verde ligger 2 445 meter över havet och antalet invånare är 103.
Terrängen runt Cumbres del Río Verde är kuperad åt nordväst, men åt sydost är den platt. Runt Cumbres del Río Verde är det mycket glesbefolkat, med 6 invånare per kvadratkilometer. Närmaste större samhälle är Guachochi, 13,7 km öster om Cumbres del Río Verde. I omgivningarna runt Cumbres del Río Verde växer huvudsakligen savannskog.